# TV-året 1993

## TV-program

### CBS
- 1 januari - Doktor Quinn har premiär.[1]
- 3 november - The Nanny har premiär.[2]

### Fox Kids
- 28 augusti - Mighty Morphin Power Rangers har premiär på amerikanska Fox Kids.[3]

### Sveriges Television
- 2 februari – Nypremiär för kriminalserien Halsduken från 1962 med Lars Ekborg i huvudrollen.
- 1 mars – Premiär för nya Gomorron Sverige, första ordinarie TV-morgonprogram på SVT.
- 5 april – Start för svenska serien Snoken med Sven-Åke Gustavsson i titelrollen.
- 8 april – Start för svenska serien Macklean.
- 14 juni – Start för Sommarlovsprogrammet Tippen med Morgan Alling, Lasse Beischer, Eva Ekengren, Kenneth Rydholm.
- 16 juli – Start för den italienska TV-serien Spanska trappan.
- 11 september–13 november – Galenskaparnas Tornado.
- 1 december – Årets julkalender är Tomtemaskinen. [4]
- 14 december – Premiär för Allis med is. [5]
- 18 december – 350:e och sista avsnittet av amerikanska TV-serien Dallas sänds i SVT och har över 1,5 miljoner tittare, trots alla nya kanaler. [6]

### Syndikering
- 18 september - Biker Mice from Mars har premiär i USA.[7]

### TV4
- 13 februari - Lotta Engberg startar programmet Kär och galen.

## Avlidna
- 29 januari – Eva Remaeus, 42, svensk skådespelare (Fem myror är fler än fyra elefanter).
- 15 mars – Lennart Hyland, 73, svensk programledare (Stora famnen, Hylands hörna, Karusellen, Gomorron Sverige).
- 30 augusti – Kåge Sigurth, 75, svensk TV-producent och manusförfattare.
- 9 december – Jan Bergquist, 51, svensk skådespelare, dramatiker och programledare (Kroppen, Maten och kroppen, Sjukt! sa kroppen, Ärligt talat).

### Fotnoter
1. ↑  ”Pilot” (på engelska). TV.Com. 1 januari 1993. http://www.tv.com/shows/dr-quinn-medicine-woman/pilot-53864/. Läst 18 juli 2015.
2. ↑  ”Pilot (aka the Nanny)” (på engelska). TV.Com. 3 november 1993. http://www.tv.com/shows/the-nanny/pilot-a-k-a-the-nanny-38681/. Läst 18 juli 2015.
3. ↑  ”Day of the Dumpster” (på engelska). TV.Com. 3 november 1993. http://www.tv.com/shows/power-rangers-1993/day-of-the-dumpster-30618/. Läst 18 juli 2015.
4. ↑  ”Jultradition”. Arkiverad från originalet den 25 april 2012. https://web.archive.org/web/20120425112719/http://www.jultradition.se/tv.htm. Läst 26 mars 2011.
5. ↑  ”Svensk mediedatabas”. http://smdb.kb.se/catalog/search?q=%22Allis+med+is%22+typ%3Atv&sort=OLDEST. Läst 1 april 2011.
6. ↑  100 år med Aftonbladet – Vi älskade att hata JR– och lida med Pam, 1999
7. ↑  ”Rock and Ride!” (på engelska). TV.Com. 18 september 1993. http://www.tv.com/shows/biker-mice-from-mars/rock-and-ride-79265/. Läst 18 juli 2015.